# Усуки
Усу́ки (яп. 臼杵市 Усуки-си) — город в Японии, находящийся в префектуре Оита. Площадь города составляет 291,08 км², население — 39 452 человека (1 августа 2014), плотность населения — 135,54 чел./км².

## Географическое положение
Город расположен на острове Кюсю в префектуре Оита региона Кюсю. С ним граничат города Оита, Саики, Цукуми, Бунгооно.

## Население
Население города составляет 39 452 человека (1 августа 2014), а плотность — 135,54 чел./км². Изменение численности населения с 1980 по 2005 годы:
| 1980 | 51 302 чел. |  |
| 1985 | 51 086 чел. |  |
| 1990 | 48 754 чел. |  |
| 1995 | 46 830 чел. |  |
| 2000 | 45 486 чел. |  |
| 2005 | 43 352 чел. |  |

## Символика
Деревом города считается Citrus sphaerocarpa, цветком — шалфей сверкающий.